# Pfadi Winterthur
Maillots
Actualités
Dernière mise à jour : 28 septembre 2014.
Le Pfadi Winterthur (en français, Scout Winterthour) est un club de handball, situé à Winterthour en Suisse, évoluant en Championnat de Suisse.

## Histoire
Le Pfadi Winterthur trouve ses origines d'un camp de scout de Zurich où il fut fondé en 1938 et se hisse parmi l'élite du handball suisse en 1947.
À cette époque, époque du handball à 11, le Pfadi évoluait sur le Schützenwiese, terrain de football du FC Winterthour où il remporta son premier titre, la Coupe de Suisse à onze en 1953, ce n'est qu'en 1983 que le club rejoint sa première salle, la nouvelle Eulachhalle et commence donc à pratiquer le handball intérieur. 
Dans les années 1990, le Pfadi accueille l'arrivée de nouveaux transferts tels que Erik Rasmussen Veje, Roman Brunner, Stefan Schärer, Kang Jae-won, Cho Chi-hyo, Paek Won-chul ou encore Marc Baumgartner ce qui aura pour conséquence que le club s'adjugea comme l'un des meilleurs de Suisse remportant neuf titre de Championnat de Suisse ainsi que trois Coupe de Suisse entre 1992 et 2004.
Alors qu'au niveau européen, le club réalisa quelques exploits tels qu'arriver en demi-finale de la Coupe de l'IHFen 1982 où ils furent éliminés par le célèbre club allemand du VfL Gummersbach ou encore de se hisser en quart de finale de la Ligue des champions à deux reprises en 1997, éliminé par les slovènes du RK Celje Pivovarna Laško, en 1998, éliminé par les croates du Badel 1862 Zagreb.
Mais c'est en Coupe Challenge que le club réalisa ses meilleures performances d'abord avec une demi-finale lors de la saison 1999/2000, éliminé par le club allemand du TV Großwallstadt quand la compétition se nommait encore Coupe des Villes et lors de la saison 2000/2001 où le club helvétique atteignit la finale de cette même compétition mais face au RK Jugović Kać, le club s'inclina de peu, sur un score de 53 à 49.
Par après, le club ne montra plus grands chose d'intéressant jusqu'en 2010 où il remporta sa troisième Coupe de Suisse.

## Palmarès
| Compétitions internationales | Compétitions nationales |
| - Coupe Challenge - Finaliste en 2001 - Demi-finaliste en 2000 - Coupe de l'IHF - Demi-finaliste en 1982 - Ligue des champions - Quart-finaliste en 1997, 1998 | - Championnat de Suisse (9) : 1992, 1994, 1995, 1996, 1997, 1998, 2002, 2003, 2004 - Coupe de Suisse (3) : 1998, 2003, 2010 - Coupe de Suisse à onze (1) : 1958 |

## Joueurs célèbres
- Marc Baumgartner
- Cho Chi-hyo
- Kang Jae-won
- Paek Won-chul
- Markus Baur
- Ernst Züllig
- Martin Ott
- Nico Andric
- Rolf Spiller
- Stefan Schärer
- Urs Schärer
- Iwan Ursic
- Matthias Zumstein
- Christian Meisterhans
- Pascal Stauber
- Jürg Langhard
- Meinrad Landolt
- Peter Spälti
- Manuel Liniger
- Daniel Spengler
- Thomas Gautschi
- Gábor Vass
- Goran Perkovac
- Julius Marcinkevičius
- Morten Schønfeldt
- Erik Veje Rasmussen
- Mustapha Hadj Sadok

## Infrastructure
Le Pfadi Winterhur évolue depuis 1983 à la Eulachhalle qui à une capacité de 2300 places.